# Hrabstwo Teller
Hrabstwo Teller (ang. Teller County) – hrabstwo w stanie Kolorado w Stanach Zjednoczonych. Obszar całkowity hrabstwa obejmuje powierzchnię 558,96 mil2 (1 447,71 km²). Według danych z 2010 r. hrabstwo miało 23 350 mieszkańców. Hrabstwo powstało 23 marca 1899 roku i nosi imię Henry’ego Tellera, który był senatorem stanu Kolorado.

## Sąsiednie hrabstwa
- Hrabstwo Jefferson (północ)
- Hrabstwo Douglas (północ)
- Hrabstwo El Paso (wschód)
- Hrabstwo Fremont (południe)
- Hrabstwo Park (zachód)

## Miasta i miejscowości
- Cripple Creek
- Victor
- Woodland Park

## CDP
- Divide
- Florissant
- Goldfield
- Midland